# Parafia św. Jakuba Apostoła w Korczowej
Parafia św. Jakuba Apostoła w Korczowej − parafia rzymskokatolicka znajdująca się w archidiecezji przemyskiej, w dekanacie Radymno II.

## Historia
7 lutego 1948 roku bp Franciszek Barda ustanowił w Młynach wikariat eksponowany, w którego skład weszły: Młyny i Korczowa (z przysiółkami Kopań, Nowostawskie i Mielniki). Administratorami ekspozytury byli proboszczowie z Kalnikowa. 21 września 1968 roku dekretem bpa Ignacego Tokarczuka została erygowana samodzielna parafia, w której skład weszły Młyny, Korczowa, Chotyniec, Chałupki Chotynieckie, Hruszowice, a w 1976 roku do parafii przyłączono Zaleską Wolę. 
W 1976 roku w zaadaptowanym budynku gospodarczym utworzono punkt katechetyczny, a od 24 grudnia odprawiano msze święte. W lutym 1977 roku zmieniono nazwę na parafia Korczowa-Młyny, a proboszcz zamieszkał w Korczowej. Do kaplicy dobudowano prezbiterium i wierzę, a zmieniono ściany na murowane. 28 maja 1978 roku bp Ignacy Tokarczuk poświęcił kościół pw. św. Jakuba Apostoła.
W 1983 roku do parafii przydzielono Budzyń. W 1988 roku zmieniono nazwę na parafia Korczowa. W 2013 roku kościół z powodu złego stanu technicznego został rozebrany, a na jego miejscu zbudowano nowy murowany kościół. 5 września 2013 roku wmurowano kamień węgielny, a 24 grudnia odprawiono mszę świętą. 
Na terenie parafii jest 1 070 wiernych (w tym: Korczowa – 603, Budzyń – 184, Młyny – 310).
Proboszczowie parafii:
1968–1970. ks. Henryk Salach.
1970–1976. ks. Tadeusz Cisek.
1976–1980. ks. Władysław Piętowski.
1980–1989. ks. Kazimierz Trelka.
1989–1994. ks. Ryszard Szwast.
1994–2000. ks. Jan Bień.
2000–2007. ks. Tadeusz Barcikowski.
2007– nadal ks. Wiesław Słysz.